# Fluorquinolon
Fluorquinoloner er en klasse af bredspektrede baktericide antibiotika.

## Virkningsmekanisme
Fluorquinoloner hæmmer bakteriel DNA gyrase. På denne måde hæmmes DNA-replikation og transkription, hvilket betyder at bakterien er ude af stand til at fremstille proteiner. Derfor går bakterien til grunde. Fluorquinoloner er i stand til at trænge ind i menneskeceller, og udviser derfor også aktivitet mod indlejrede bakterier som Legionella og miltbrand.

## Anvendelse
Fluorquinoloner anvendes typisk mod gastrointestinale og urinvejs-infektioner. De kan også anvendes mod alvorlige lungebetændelser forårsaget af Pseudomonas aeruginosa.

## Resistens
Resistens overfor fluorquinoloner udvikles generelt meget hurtigt, nogle gange endda under behandling. Talrige patogener, inkl. Staphylococcus aureus og enterokokker udviser resistens på verdensplan. Udpræget brug af fluorquinoloner til dyr i Europa har været nævnt som en mulig årsag. Af denne årsag er fluorquinoloner ikke normalt første trin i antibiotikabehandling, men en slags sidste udkald når andre klasser af antibiotika har fejlet eller er ubrugelige.

## Fluorquinoloner i klinisk brug
Der er tre fluorquinoloner i klinisk brug i Danmark (handelsnavne er anført i parentes):
- Ciprofloxacin (Cifin®, Ciloxan®, Ciproxin®)
- Moxifloxacin (Avelox®)
- Ofloxacin (Exocin®, Tarivid®)